# Málaga-María Zambrano
Málaga-María Zambrano – to centralna stacja kolejowa w Máladze, w Andaluzji, w Hiszpanii. Dworzec obsługuje również aglomeracyjne pociągi sieci Cercanías. Znajduje się tu 5 peronów. W przyszłości w ramach budowy metra w Maladze, pociągi te również będą przejeżdżały przez stację. 
Od grudnia 2007, gdy ukończono budowę linii kolejowej wysokich prędkości Málaga-Madryt, stację nazwano imieniem Marii Zambrano.